# Malia (imię)
Malia – żeńskie imię i nazwisko.

## Pochodzenie i znaczenie
Imię Malia jest hawajską wersją imienia Maria. Ponadto Malia jest niezależną, krótką formą Amalii.

## Statystyka
W 2009 roku popularność tego imienia wzrosła gwałtownie w Stanach Zjednoczonych. Rok wcześniej zajmowało 344. miejsce na liście imion dla dziewcząt, rok później osiągnęło 192. miejsce, co stanowiło jego jedyne jak dotąd miejsce wśród 200 najczęściej wybieranych imion dla dziewcząt w kraju. Od tego czasu populacja imienia Malia znów zaczęła spadać. Gwałtowny wzrost można prawdopodobnie przypisać zwycięstwu wyborczemu Baracka Obamy, którego córka nosi to imię. W drugiej połowie lat dziesiątych XXI wieku imię Malia znalazło się na 264. miejscu na liście imion dla dziewcząt.
We Francji w 2009 roku nastąpił również gwałtowny wzrost popularności tego imienia. Z 494. miejsca imię Malia wskoczyło na 314. miejsce na liście najpopularniejszych imion dla dziewcząt, by w następnym roku spaść na 448. miejsce. Imię Malia opuściło w 2011 roku listę 500 najczęściej wybieranych imion żeńskich, a cztery lata później znalazło się na niej ponownie i zyskało popularność. W 2022 roku imię zajęło 178. miejsce.
W Szwajcarii imię Malia zalicza się od 2018 roku do 100 najpopularniejszych imion dla dziewcząt. W 2022 roku osiągnęło 50. miejsce na liście najpopularniejszych imion.
W Niemczech imię stało się popularne w 2009 roku. W 2009 roku imię osiągnęło 188. miejsce na liście najpopularniejszych imion dla dziewcząt. W kolejnych latach popularność imienia początkowo spadała, jednak od 2012 roku nazwa wykazuje tendencję wzrostową. Od 2017 roku imię jest jednym ze 100 najpopularniejszych imion. W 2023 imię osiągnęło 26. miejsce na liście.

## Znane osoby noszące imię Malia
- Malia Metella – była francuska pływaczka

## W innych językach
Malea to zanglizowana pisownia imienia Malia.